# Пралунго
Пралунго, Пралунґо (італ. Pralungo, п'єм. Pralongh) — муніципалітет в Італії, у регіоні П'ємонт,  провінція Б'єлла.
Пралунго розташоване на відстані близько 530 км на північний захід від Рима, 65 км на північний схід від Турина, 12 км на південний схід від Б'єлли.
Населення — 2512 осіб (2014).
Щорічний фестиваль відбувається 15 серпня. 

## Демографія
Населення за роками:

Станом на 1 січня 2023 року в муніципалітеті офіційно проживало 65 іноземців з 11 країн, серед них 35 громадян країн Євросоюзу та 10 громадян України.

## Сусідні муніципалітети
- Б'єлла
- Сальяно-Мікка
- Толленьйо